# Allen West (tennista)
Allen Tarwater West (Mobile, 2 agosto 1872 – 31 agosto 1952) è stato un tennista statunitense.
Disputò il torneo doppio di tennis, assieme a Joseph Wear, ai Giochi olimpici di Saint Louis 1904, in cui vinse la medaglia di bronzo.

## Palmarès
In carriera ha conseguito i seguenti risultati:
- Giochi olimpici

St. Louis 1904: una medaglia di bronzo nel doppio maschile.